# Agrilus nigrofasciatus
Agrilus nigrofasciatus é uma espécie de inseto do género Agrilus, família Buprestidae, ordem Coleoptera.
Foi descrita cientificamente por Gory & Laporte, em 1839.